# Ieronim Laski
Ieronim Laski (n. 27 septembrie 1496, Łask, voievodatul Łódź, Polonia – d. 22 decembrie 1541, Cracovia, Regatul Poloniei) a fost un diplomat polonez și voievod al Transilvaniei între anii 1531-1534. În colecția de documente "Hurmuzaki", volumul I, sunt strânse fragmente din jurnalul ambasadelor pe care le-a condus între anii 1527 și 1540.

## Biografie
A fost nepotul lui Ioan Laski, arhiepiscop de Gniezno, de la care a moștenit calitățile diplomatice. După unele surse, se presupune că ar fi de origine română. 
A avut un fiu, Albert Laski, care i-a urmat cariera diplomatică.
A deținut funcția de palatin în Sieradz și ar fi avut, pentru scurt timp, conducerea castelului Niedzica, care ar fi aparținut lui Ferdinand de Habsburg.
A fost educat la Bologna și la Roma, în Italia. După finalizarea studiilor, a intrat în serviciul Coroanei Poloneze, îndeplinind funcția de ambsador și fiind implicat în diverse misiuni îndreptate Habsburgilor.
A călătorit în Franța, Imperiul Otoman, Țara Românească, Ungaria, Transilvania, unde, la cererea lui Aloisio Gritti, favoritul sultanului, devine în 1531 principe. El este, de fapt, un conducător nominal al Transilvaniei, fiind mai mult amestecat în conflictele politice dintre Ioan Zapolya , Habsburgi și Poartă.
În urma uciderii copiilor lui Gritti la Mediaș, este încarcerat, căutându-se astfel oprirea unui presupus ajutor dat acestuia. Pe 15 aprilie 1535, este eliberat la intervenția hatmanului Poloniei, Tarnowski. Un an mai târziu, schimbă tabăra, trecând de partea Habsburgilor. Conduce două misiuni diplomatice în Imperiul Otoman: în  1539 și 1540, unde este primit cu ostilitate, fiind considerat "călcător de jurământ".
Drept consecință a uciderii agentului trimis de Imperiul Otoman în Italia, Laski nu este primit de sultan și, mai mult, este arestat, fiind eliberat abia în 1541. Se întoarce în Polonia, unde și moare, mulți crezând că ar fi fost otrăvit de turci.

## Activitate diplomatică
În 1519 a îndeplinit prima sa misiune diplomatică, o călătorie în Franța, unde a sprijinit interesele regelui Francisc I la coroana imperială. Tot în această direcție, se înscrie și proiectul de alianță dintre Polonia și Franța, elaborat de către Laski în 1524 și reînnoit în 1527.
Anul 1527 și misiunea ce îi este acordată anunță, parcă, viitorul lui ca diplomat, căci până la finalul vieții, a fost implicat în conflictele dintre Habsburgi și otomani privind succesiunea asupra Transilvaniei. Deși în prima parte a ostilităților, se găsește în serviciul lui Ioan Zapolya, datorită comportamentului duplicitar al domnitorului, care nu își achită datoriile financiare către diplomatul său, Laski își schimbă poziția, trecând de partea lui Ferdinand de Habsburg.
Prima misiune în Imperiul Otoman se întinde pe parcursul a trei luni (22 decembrie 1527 - februarie 1528), scopul fiind încheierea păcii (în mod favorabil pentru Zapolya) cu sultanul Soliman. Este ajutat de către Aloisio Gritti, care în acel moment se regăsea printre favoriții sultanului. În cele din urmă, se realizează un tratat de alianță considerat de Poartă mai mult ca un "act de supunere a regelul Ungariei, decât ca unul bilateral". Pe lângă acesta, Laski obține o scrisoare de la sultan prin care i se cerea lui Petru Rareș, domnul Moldovei,să ocupe Transilvania și sa o predea lui Zapolya .
Cu prilejul acestei călătorii, trece și prin Țara Românească, unde îl cunoaște pe Tranquillus Andronicus. Cu această ocazie, realizează și o scurtă prezentare a Țării Românești și Transilvaniei.
Atitudinea lui Zapolya îl determină să schimbe tabăra- drept urmare în 1536, cu ajutorul lui Marcu Pemfflinger, intră în serviciul lui Ferdinand de Habsburg, fratele lui Carol Quintul. Pentru acesta, avea să conducă misiunea din 1539, tot în Imperiul Otoman, însă față de prima, presupunea riscuri crescute, datorită atitudinii pe care turcii o aveau. Scopul era să grăbească încheierea păcii dintre Habsburgi și Otomani, iar ca modalitate trebuia să recurgă la mituirea a doi dintre cei mai importanți dregători - Mahumd Celei și Ianuș beg. Și de această dată, beneficiază de ajutorul lui Tranquillus Andronicus. În drumul său catre capitala otomană, trece și prin Moldova, realizând o sumară descriere a curții domnitorului Ștefan Lăcustă.
În 1540, pe 8 iulie, ajunge pentru ultima dată la Constantinopol, unde pică victimă conflictului dintre turci și habsburgi și este arestat, fiind eliberat abia la începutul anului 1541. Nu mai apucă să vadă finalul negocierilor, întrucât, în același an, moare în Polonia.

## Aspecte din Țările Române reproduse în jurnalul ambasadelor lui Laski
1. Bogăția Transilvaniei
" în această provincie [Transilvania] abia sunt unele mici râuri care să nu dea aur prin spălare; vei găsi cele mai mari podgorii, un belșug uriaș de sare, minereurile dacă le cauți, nu sapi niciodată în zadar, căci vei găsi sau aur sau argint sau aramă sau sare." 
2. Primirea de către alaiul domnului Moldovei, Ștefan Lăcustă, la Hârlău
"am fost primit cu mare cinste și prietenie, fiindu-mi trimis întru întâmpinare domnul Vartic la al doilea popas înainte de acel loc, iar la ultimul popas domnul Cosma logofătul." 
3. Relația dintre Țările Române și Imperiul Otoman
"Despre domnul Petru mi s-a scris că el trebuie să fie în curând predat de rege sultanului și că se vor trimite mari daruri pentru ca, în felul acesta, să redobândească milostivirea sa. Această Țară Românească se clatină mult și se teme să nu fie ocupată în întregime de turc, așa cum se gândesc <ei> să ocupe Moldova." 

## În memoria posterității
- "repezit, neștiind să-și tăinuiască gândul, nestatornic" (Carol V) [5]
- "Hieronim Laski, mâna dreaptă a lui Zapolya, guvernatorul Transilvaniei, era când prieten cu Habsburgii, când prieten cu Turcii." [3]
- "abilul diplomat polonez" (Tahsin Gemil) [8]
- imortalizat în tabloul lui Jan Matejko, Omagiul prusac

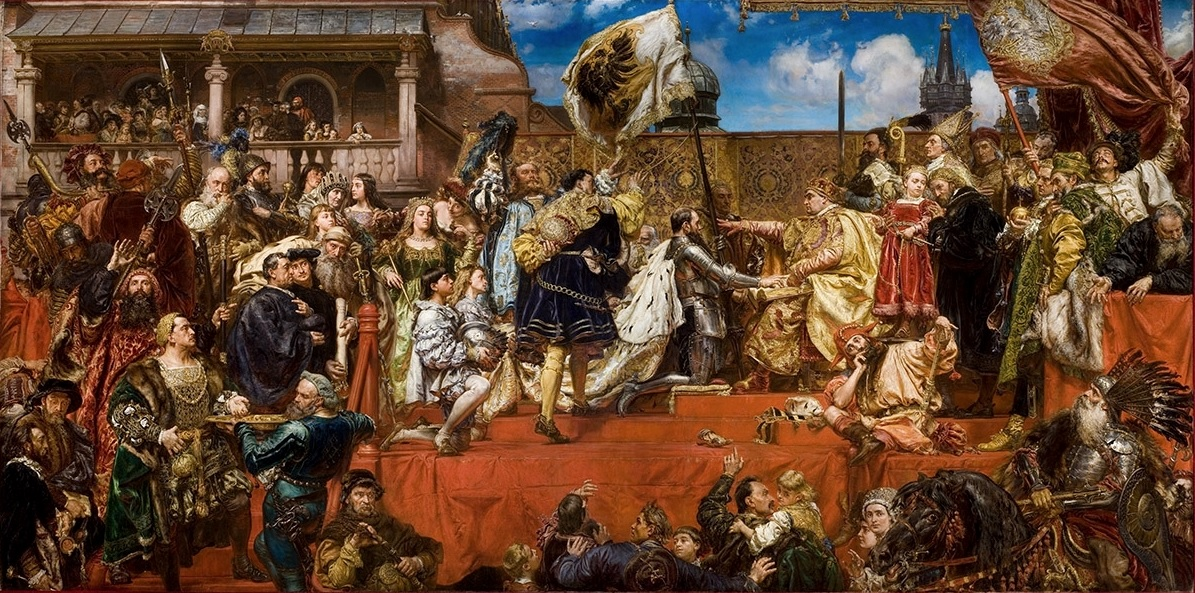
Omagiul Prusac